# 김성태 (1958년)
김성태(金聖泰, 1958년 5월 23일~)는 대한민국의 한국노동조합총연맹 출신 정치인이다. 제18·19·20대 국회의원을 지냈으며, 자유한국당 제2대 원내대표를 지냈다. 현재는 당원권 정지 상태이다.

## 생애
한국노동조합총연맹 출신 노동운동가로 활동하다가 제2회 지방선거에서 새정치국민회의 비례대표로 서울시의원을 지냈다. 2008년 한나라당으로 당적을 옮겨 서울 강서구 을에 출마하여 제18·19·20대 국회의원으로 당선되었다. 2016년 12월 박근혜-최순실 게이트를 계기로 새누리당을 탈당하여 바른정당에 입당했으나, 보수단일화를 통해 정권창출을 하기 위해 2017년 5월 바른정당을 탈당했다. 2017년 12월 12일 자유한국당 원내대표로 선출되었으나 자유한국당이 2018년 제7회 전국동시지방선거의 패배로 홍준표 대표가 사퇴하면서 당대표 권한대행직을 맡게 되었다.

## 학력
- 중안국민학교 졸업
- 진주중학교 졸업
- 진주기계공업고등학교 졸업
- 강남대학교 법학 학사
- 한양대학교 대학원 사회복지학 석사
- 경상국립대학교 대학원 사회복지학 명예박사

## 경력
- 전국정보통신노동조합연맹 위원장
- 1998년 6월 4일: 제2회 전국동시지방선거 당선(민선 2기, 비례대표, 새정치국민회의, 초선)
- 1998년 7월 1일~2002년 6월 30일: 제5대 서울특별시의회의원(민선 2기, 비례대표, 새정치국민회의→새천년민주당, 초선)
- 서울특별시의회 실업자대책특별위원장
- 한국노동조합총연맹 상임부위원장
- 한국노동조합총연맹 사무총장
- 한나라당 원내부대표
- 한나라당·새누리당 민본21 간사
- 새누리당 서울특별시당 위원장
- 2008년~2012년: 한나라당 서울특별시당 강서구 을 당원협의회 위원장
- 2008년 4월 9일: 제18대 국회의원 선거 당선(서울 강서구 을, 한나라당, 초선)
- 2012년 4월 11일: 제19대 국회의원 선거 당선(서울 강서구 을, 새누리당, 재선)
- 2016년 4월 13일: 대한민국 제20대 국회의원 선거 당선(서울 강서구 을, 새누리당, 3선)
- 2008년 5월 30일~2020년 5월 29일: 제18·19·20대 국회의원(서울 강서구 을 / 한나라당→새누리당→무소속→바른정당→무소속→자유한국당→미래통합당, 3선)
- 국회 최순실 국정농단 의혹 진상규명을 위한 국정조사 특별위원회 위원장
- 2012년 5월~2016년 12월: 새누리당 서울특별시당 강서구 을 당원협의회 위원장
- 2017년 1월~2017년 5월: 바른정당 사무총장
- 2017년 5월~2018년 2월: 자유한국당 서울특별시당 강서구 을 당원협의회 위원장
- 2017년 12월 12일~2018년 12월 11일: 자유한국당 원내대표
- 국회 운영위원회 위원장
- 2018년 6월: 자유한국당 당대표 권한대행
- 2018년 6월: 여의도연구원 이사장 직무대행
- 국회 운영위원회 위원
- 자유한국당 혁신비상대책위원
- 제20대 국회 후반기 정보위원회 위원
- 제20대 국회 후반기 국방위원회 위원
- 제20대 국회 후반기 행정안전위원회 위원
- 2018년 12월~ 2020년 2월: 자유한국당 서울특별시당 강서구 을 당원협의회 위원장
- 2020년 2월~2020년 5월: 미래통합당 서울특별시당 강서구 을 당원협의회 위원장
- 2020년 9월~2022년 3월: 국민의힘 중앙위원회 의장
- 2021년 3월~2021년 4월: 국민의힘 2021년 재보궐선거 중앙선거대책위원회 직능대책단 총괄단장
- 2021년 3월~2021년 4월: 국민의힘 2021년 재보궐선거 서울특별시장 보궐선거 선거대책위원회 공동선대위원장
- 2021년 3월~2021년 4월: 국민의힘 2021년 재보궐선거 서울특별시장 보궐선거 선거대책위원회 특보단장
- 2021년 9월~2023년 9월: 국민의힘 서울특별시당 고문
- 2021년 11월 : 제20대 대통령 선거 국민의힘 윤석열 대통령 후보 선거대책위원회 직능총괄본부장
- 손기정기념재단 이사장
- 2023년 8월~2024년 1월: 국민의힘 서울특별시당 강서구 을 당원협의회 위원장
- 2023년 9월~2023년 10월: 국민의힘 2023년 하반기 재보궐선거 서울특별시 강서구청장 보궐선거 선거대책위원회 공동선대위원장
- 2023년 12월~2024년 2월: 제22대 국회의원 선거 서울 강서구 을 국민의힘 국회의원 예비후보
- 2024년 3월~2024년 4월: 제22대 국회의원 선거 국민의힘 박민식 서울 강서구 을 국민의힘 국회의원 후보 선거대책위원회 총괄선거대책위원장
- 2024년 3월~2024년 4월: 제22대 국회의원 선거 국민의힘 중앙선거대책위원회 서울 권역 선거대책위원장
- 2025년 5월~2025년 6월: 제21대 대통령 선거 국민의힘 김문수 대통령 후보 직속 5개위원회 국민소통위원장

## 전과
- 교통사고처리특례법위반 : 벌금 300만 원 - 1986년 6월 3일 선고[5]
- 국회 환경노동위원회 소속이었던 2012년 국정감사 기간에 이석채 전 회장의 국감 증인 채택을 무마해주는 대가로 2011년 파견 계약직으로 KT 스포츠단에 입사해 일하던 딸의 정규직 채용이라는 형태의 뇌물을 받은 혐의로 2019년 7월 재판에 넘겨져 서울남부지방법원에서 열린 1심에서 특혜는 인정되나 청탁이 인정되지 않아 무죄를 선고 받았으나(2019고합280) 서울고등법원은 2020년 11월 20일 "'김 의원이 KT를 위해 열심히 일하니 딸을 정규직으로 해보라'는 지시를 받았다"는 서유열 전 KT사장 진술의 신빙성을 인정해 징역1년 집행유예2년을 선고했다. 뇌물공여로 기소된 이석채도 무죄를 파기하고 징역1년6월 집행유예2년을 선고받았다.(2020노275)

## 의정 활동

### 대체휴일제 법안 발의
2014년 9월 10일 처음 시행된 대체휴일제가 공무원, 공공기관 및 일부 대기업 종사자들에 국한돼 노동자들의 제도 개선을 요구하는 여론이 높아지던 상황에서 김성태는 대통령 시행령으로 실시되던 대체휴일제를 근로기준법 개정을 통해 모든 근로자의 평등한 휴일과 부분적 업무로 인한 비효율성 감소를 도모하였으나, 대체휴일제 도입을 기피하는 기업과 정부기관의 소극적 대응으로 논란이 되었다.

### 비정규직 상여금 비지급 신고란 개설
당의 비정규직대책특별위원회 위원장인 김성태는 비정규직이라는 이유로 명절 상여금을 받지 못하는 근로자들을 보호하기 위해 홈페이지에 '명절 떡값 신고'란을 개설했다. 이로 인해 정규직 직원에 비해 상여금이 적거나 받지 못했던 비정규직 근로자들은 정당한 방법으로 노동의 가치를 보상 받을 수 있었다. 다만 기존의 법적 해석 이외에서 운영하던 기업 경영자들의 반발로 논란이 발생했다.

### 정년 60세 연장 법안 발의
2013년 4월 30일에 김성태는 '고용상 연령차별 및 고령자 고용촉진에 관한 법률' 일부 개정안을 통과시켰다. 이러한 정년연장법은 기업 부담을 가중시켜 경제 상황을 어렵게 만들 수 있다는 경제단체들의 반발이 있었고, 구체적인 조문을 놓고 법사위에서도 쉽지 않은 논의가 오가기도 했다고 한다. 김성태는 정년연장 통과의 의미에 대해 "정년 60세 연장은 중장년층의 고용 안정은 물론 새정부의 국정과제인 고용률 70% 달성에도 크게 기여할 것"이라며 "앞으로도 소외받는 사회적 약자와 취약계층을 위해 더 소신 있게 의정활동을 벌이겠다"고 말했다. 이처럼 사회 안전망 구축과 노후 복지의 향상을 위한 입법활동이 있었으나 청년 일자리 감소와 기업 경제활동 위축에 대한 논란이 있었다.

### 서울특별시청 입장 거부 사건
새누리당 관계자들은 2013년 8월 2일에 서울특별시청을 방문하고 박원순 시장에게 건설현장 사고에 관한 책임을 묻는 항의 서한을 제출하려고 하였으나, 박원순과 청원경찰의 거부행위로 인한 충돌이 있었다. 희생자 유가족들을 비롯한 새누리당 관계자들은 박원순에게 항의 서한을 전달하려는 목적이 있었으나, 이를 거부한 서울시청 측은 청원경찰을 동원하여 방문을 막았고 이 과정에서 몸싸움이 벌어져 청원경찰이 부상을 입었다. 이에 대해 서울시 측은, 서울시 직원이 상해를 입은 것에 대해 유감의 뜻을 표명하였다. 반면 김성태 의원실 측은, 서울시민의 안전을 지키지 못하고 유가족과 민원인의 항의 방문을 회피한 박원순 시장이 책임을 져야한다고 주장하였다. 이러한 일련의 사건 중 기타 신문기사나 인터넷 등지에서 새누리당 관계자를 김성태 의원실 관계자로 잘못 표기하는 오보가 발생했다.

### 자동차관리법 개정으로 인한 헤이딜러 폐업사태
2015년 발의한 '자동차관리법' 개정안을 발의했는데 온라인 자동차 경매업체를 이 법의 규제대상으로 포함하면서 온라인업체도 오프라인 영업장(3300m2 이상 주차장, 200m2 이상 경매실)과 사무실 등 각종 공간을 확보하지 않으면 불법업체로 규정하게 되었다. 12월 28일 가결되면서, 설립 1년 만에 누적 거래액 300억원을 돌파하며 중고차 경매 시장에서 돌풍을 일으키고 있는 온라인 중고차 경매 업체인 '헤이딜러'가 폐업을 선언하며 기사가 되었다.서비스에 대한 충분한 이해 없이 기존 자동차 경매업체들의 기득권 유지에만 앞장섰다는 비난을 듣고 있으며 김성태 의원의 지역구가 중고차 오프라인 매장이 몰려있는 곳이어서 곱지 않은 시선을 보내고 있다. 김성태 의원측은 자동차 경매를 통한 매매에서는 자동차 성능 검사를 위한 공간이 꼭 필요해서 한 것이지 스타트업 기업을 망하게 하려 한것은 아니라고 해명하였다. 이로 인하여 많은 비난을 받자 면밀한 검토가 부족하였다고 유감을 표명하고 국토교통부와 대책을 마련하겠다고 답변했다. 우여곡절 끝에 헤이딜러는 서비스종료 50일만에 서비스를 재개하였다.

## 사건·사고

### 단식 중 폭행 피해
2018년 5월 5일 더불어민주당원 댓글 조작 사건의 수사에 특별검사를 도입하자고 주장하면서 단식을 하던 도중 자유한국당 지지자라고 주장하는 사람에게 폭행당했다. 폭행을 가한 김씨는 애초 자유한국당 홍준표 대표를 폭행하려고 계획했지만, 홍준표 대표의 위치를 몰라 김성태 원내대표를 폭행한 것으로 조사됐다.

### 국회 본회의 불참하고 베트남 외유성 출장 논란
2018년 12월 27일 2018년의 마지막 본회의를 불참하고 베트남 다낭으로 외유성 출장으로 보이는 출장을 가서 논란이 되고 있다. 김성태 의원과 곽상도, 신보라, 장석춘 등 한국당 운영위 의원들은 12월 27일 본회의를 불참하고 베트남으로 출국하였으며 마지막날 쟁점 사안을 둘러싼 각 상임위별 논의가 막판까지 첨예하게 진행된 가운데, 주요 상임위 소속 의원들이 본회의 등 의사일정에 불참한 것은 부적절한 행동이라는 논란이 일고 있다. 베트남에서의 행사 소요비용 대부분도 운영위 예산으로 사용된 것으로 전해졌다. 참석한 의원실 관계자는 이에 대해 "애초부터 잡혀있던 일정이라 불가피하게 갈 수밖에 없었다"며 "운영위 공식일정으로 베트남 주요 인사 등도 만날 예정이다. 외유성은 아니다"라고 해명했다.

### 딸 KT 특혜 채용 비리
김성태 자유한국당 전 원내대표 딸이 KT(케이티)에 특혜 채용됐다는 의혹이 제기됐다. 김성태 의원은 자유한국당 원내대표 시절 서울교통공사 '고용세습' 의혹에 대한 국정조사를 강력히 요구해 이를 관철한 바 있으며, 과거 KT 자회사인 KT링커스 노조위원장을 지낸 노동계 출신 인사로 알려져 있다. 2018년 12월 19일 KT 관계자들의 말에 따르면 김성태 의원의 딸은 2011년 4월 KT 경영지원실(GSS) KT스포츠단에 계약직으로 채용된 뒤 정규직으로 신분이 바뀌었다가 강원랜드 등 공기업 채용 비리로 사회적 이슈가 되던 2018년 2월 퇴사했다. 김성태 의원의 딸이 일했던 KT스포츠단은 2013년 4월 ㈜KT스포츠로 분사했다. 김성태 의원의 딸이 근무했던 KT스포츠단 당시 사무국장은 "당시 '윗선'에서 이력서를 주며 처리하라고 지시했다. 처음엔 김성태 의원의 딸이란 것도 몰랐다. 원래 계약직 채용 계획이 전혀 없었는데 위에서 무조건 입사시키란 지시를 받아 부랴부랴 계약직 채용 기안을 올려 입사시켰다"고 밝혔다. 당시 KT스포츠단장도 이를 인정했다. 그는 "대관 업무를 총괄하는 '윗선'의 상급자가 사무국장과 함께 불러 가보니 이력서를 주며 입사 처리하라고 지시한 것" 이라고 밝혔다. 이들이 말하는 '윗선'으로 지목된 이는 서 아무개 당시 케이티 홈고객부문 총괄사장이다. 김성태 의원 딸이 비정규직에서 정규직으로 전환 되는 과정도 문제가 됐다. KT의 공식 해명은 "김씨가 계약직으로 일하다가 2012년도 하반기 KT 본사 공채 시험에 합격해, 2013년 1월 정규직으로 임용됐고 이후 ㈜KT스포츠 창립에 맞춰 2013년 4월 전출 처리됐다"는 것이다. 그러나 KT 내부 전산 기록에 따르면, 김성태 의원의 딸은 2011년 4월 계약직으로 입사해 2012년 12월까지 계약직으로 근무한 뒤, 2013년 1월 정규직 공채로 임용됐다. 이후 신입사원 연수 교육을 받던 도중 2013년 1월말에 스스로 퇴사하였고, 2013년 4월 KT(케이티)스포츠 분사에 맞춰 특채로 재 입사 한 것으로 드러났다. KT스포츠 분사와 함께 옮겨간 다른 직원들은 분사 시점인 2013년 4월 1일자로 본사를 퇴사하고 재 입사하는 과정을 거쳤는데, 김성태 의원 딸만 유일하게 2013년 1월말 퇴사한 뒤 두 달가량 공백기를 가진 것으로 처리된 점도 납득이 가지 않는 점이다. 당시 KT 인재개발실 간부였던 직원에 따르면 "무리하게 공채를 태워 정규직으로 만들려다 보니 (전산 기록이) 엉망이 되어 있다"고 밝혔다. 김의원 딸과 함께 KT스포츠에 근무했던 관계자들은 김씨가 수습사원 연수 기간을 제외하고는 회사에 계속 다녔다고 증언했다. 또, 전산 기록상 퇴사한 것으로 돼 있는 2013년 1월 말 이후에도 회사에 정상 출근했다는 증언이 이어졌다. 당시 사무국장은 "김씨는 그 당시 업무 공백 없이 계속 근무했다. 다만, 본인이 어느 날 갑자기 (정규직) 수습사원 연수를 다녀오겠다고 말해 그러라고 했을 뿐이다. 김 의원의 딸이다 보니 그러려니 했다" 고 말했다. 또 다른 KT스포츠 관계자도 김씨에 대해 "시점은 정확히 기억나지 않지만 한 달 여 연수를 다녀온 기간을 제외하곤 같은 자리에 계속 있었다. (2013년 1월에) 퇴사하고 재 입사했다는 건 전혀 몰랐다" 고 증언했다. 이와 관련해 당시 KT스포츠단장은 김씨가 어느 순간 자신도 모르게 정규직으로 바뀌어 있었다고 증언했다. "2012년 10월 스포츠단 업무를 인수받았을 때 비정규직은 한 명도 없었던 것으로 기억한다. 김씨가 그때 이미 정규직으로 처리가 돼 있었던 것" 이라며 "김씨가 정규직 공채에 붙었다는 말은 들어보지 못했다."고 말했다. 당시 사무국장이었던 직원도 "본사에서 자연스럽게 정규직으로 처리한 것으로 알고 있다.", "공채 시험에 합격했다면 당연히 있었어야 할 사번 변경 요청 등 본사의 행정적 연락 역시 전혀 없었다"고 덧붙였다. 김씨가 KT에 계약직으로 입사하고, 정규직이 되는 시기는 공교롭게도 김성태 의원이 케이티 관련 상임위원회에서 활동했던 시기와 겹친다. 김 의원이 국회 문화체육관광방송통신위원회(2010~2012년) 소속일 때 딸이 케이티에 계약직으로 입사했고, 국회 환경노동위원회(2012~2014년) 위원일 때 딸은 정규직이 되었다. 당시 KT는 '기지국 수사 협조 및 개인정보 유출(2011년)'과 '이석채 KT 회장 비리 및 부당 노동 행위(2012년)' 등으로 국감 문제로 한창 바쁜시기였는데 이때 김성태 의원은 이석채 KT 회장 증인 채택을 요구하던 민주당을 향해 "상식껏 도리껏 하라"며 이석채 KT 회장 증인 채택을 저지하고, 국감을 파행으로 이끌었다. 김성태 의원의 딸 김씨는 계약직 입사 경위에 대한 질문에 "잘 기억이 안 난다"고 말하며, 정규직 채용에 대해서는 "계약직으로 근무하면서 회사에 말하고 공채 시험을 준비했다. 특별히 퇴사한 것은 아니라 파견 계약직 2년을 채운 시점에 맞춰서 공채를 준비해서 시험을 다시 보고 들어온 것이다", "정규직이 정확히 언제 됐는지 기억은 나지 않지만 분당 정자동에서 시험을 치렀고, 여러 군데에서 몇 차례 교육을 받았다"고 밝혔다. 이에 대해 KT는 "헤드헌터 업체의 추천을 받아 채용하게 된 것"이라고 공식 해명했다. KT에 김성태 의원 딸 채용 관련 자료를 요청하자 "고용노동부 개인정보관리 지침에 따라 퇴사자의 경우 3년이 지나면 자료를 폐기한다"고 밝혔다. 하지만 복수의 인재개발실 관계자들은 "채용과 관련한 서류는 영구 보관해야 한다. 분당 정자동 케이티 본사 지하 문서고에 모두 보관되어 있다" 고 반박하여 의혹을 증폭시키고 있다.
자유한국당 김성태 의원 딸의 케이티(KT) 특혜채용 비리를 수사하는 서울남부지방검찰청 형사6부(김영일 부장검사)는 김성태 의원 딸이 KT 정규직 입사 당시 인사를 총괄한 케이티 전직 임원 김 아무개 전무를 구속 수감했다고 2019년 3월 14일 밝혔다. 김 아무개 전무는 케이티의 인사 업무를 총괄하던 인재경영실장으로 근무하던 2012년 하반기 공개채용에서 절차를 어기고 김성태 의원의 딸을 합격시킨 혐의(업무방해)를 받는다. 그동안 김성태 의원은 “지난 연초부터 민주당이 지속적으로 문제 제기하고 추적해온 사례로 정치 권력과 언론이 결탁한 전형적인 정치인 사찰”이다, “딸은 메일을 통해 서류전형 합격 통보를 받았다는 사실을 분명하게 기억하고 있다”고 반박하며 자신의 딸의 채용 비리 의혹은 사실무근이라는 게 김성태 의원의 주장이다. 그러나 검찰은 케이티의 2012년 공개채용 인사자료를 분석한 결과, 김 의원의 딸이 서류전형 합격자 명단에 포함되지 않은 사실을 확인했다. 법원이 케이티 인사 총괄 임원의 구속영장을 발부한 점에 비춰 김성태 의원 딸의 공채 합격 과정에 문제가 있었다는 의혹은 일정 부분 사실로 확인된 것으로 법조계에서는 보고 있다. 채용 비리에 영향력을 행사했을 것으로 추정되는 김성태 의원에 대한 직접 수사가 불가피하다는 전망이 뒤따른다. 검찰 관계자는 “다른 의심스러운 정황이 더 있다”며 “윗선 청탁 여부에 대해서도 앞으로 계속 수사할 예정”이라고 밝혔다.
김성태 자유한국당 의원의 딸은 사정당국의 조사결과 6년 전 채용 당시에 아예 원서를 내지 않았던 것으로 파악이 되어 논란은 계속 진행되고 있다. 사정 당국 관계자는 "김 씨의 딸이 당시 이력서는 물론 지원서 자체를 내지 않은 것으로 안다"라고 답변하였으며 이에 김성태의원은 "딸이 다른 사람을 통해 인사팀에 원서를 전달했다" 라고 주장을 하고 있다. 하지만 통신업계와 사정 당국 등에 따르면 KT의 신입 공개채용은 모두 채용 홈페이지를 통해 이뤄진다. 이와 관련하여 KT 측은 일반 지원자가 '인편'으로 지원서를 제출할 수 있느냐는 물음에 "수사 중인 사안이라 답변할 수 없다"고 밝혔다.

## 저서
- 《서민의 희망 정치를 만나다》(2009)
- 《초선의원의 죽비소리》(2011)
- 《Workfriendly 김성태, 서민의 희망을 디자인하다》(2009)
- 《한국사회 양극화 해소를 위한 노동복지 정책방향에 관한 연구》(2011)

## 수상
- 1995년 5월 대통령 표창
- 2004년 4월 산업훈장 금탑(일자리만들기 사회협약 및 노사관계 발전공로)

## 역대 선거 결과
|  | 50.80% |

|  | 47.15% |

|  | 50.35% |

|  | 45.92% |

## 소속 정당
| 소속 정당 | 소속 정당      | 소속 기간 | 비고      |
| --------- | -------------- | --------- | --------- |
|           | 새정치국민회의 | 1998~2000 | 정계 입문 |
|           | 새천년민주당   | 2000~2005 | 합당      |
|           | 민주당         | 2005~2007 | 당명 변경 |
|           | 무소속         | 2007      | 탈당      |
|           | 한나라당       | 2007~2012 | 입당      |
|           | 새누리당       | 2012~2016 | 당명 변경 |
|           | 무소속         | 2016~2017 | 탈당      |
|           | 바른정당       | 2017      | 창당      |
|           | 무소속         | 2017      | 탈당      |
|           | 자유한국당     | 2017~2020 | 복당      |
|           | 미래통합당     | 2020      | 합당      |
|           | 국민의힘       | 2020~현재 | 당명 변경 |

## 가족 관계
- 배우자: 허덕순
- 자녀: 1남 1녀
  - 아들: 김용석
    - 며느리: 안선희

## 같이 보기
- 강서구 을
- 서울 강서구의 국회의원